# Droga wojewódzka nr 850
Droga wojewódzka nr 850 (DW850) – droga wojewódzka łącząca Tomaszów Lubelski z Hrubieszowem. Jej długość wynosi ok. 51 km, biegnie ona w kierunku północno-wschodnim. Trasa ta jest dopuszczona do ruchu ciężkiego.

## Miejscowości leżące przy trasie DW850
- Tomaszów Lubelski (S17)
- Sabaudia
- Wieprzów Ordynacki
- Werechanie
- Józefówka (DW852)
- Michalów - Kolonia
- Czartowczyk
- Kaliwy
- Tyszowce
- Lipowiec
- Adelina
- Sahryń
- Alojzów (DK74)